# Yamaha YZF-R125
Yamaha YZF-R125 — мотоцикл класса спорт, выпущенный японской компанией Yamaha Motor Company. Впервые на моторынок был представлен в 2008 году. Мотоцикл относится к легкой категории мотоциклов объёмом в 125 кубических сантиметров. Дизайн этого мотоцикла напоминает старшие модели R-серии, такие как YZF R1 и YZF R6.

## Особенности
Двигатель мотоцикла и технология шасси созданы на базе мотоциклов R-серии.